# Schaal (Arkansas)
Pour les articles homonymes, voir Schaal.
Schaal est un secteur non constitué en municipalité du comté de Howard (Arkansas), États-Unis. Il est situé près de Mineral Springs et de Nashville.
Il est le village natal de Joycelyn Elders.